# Trem do Vinho

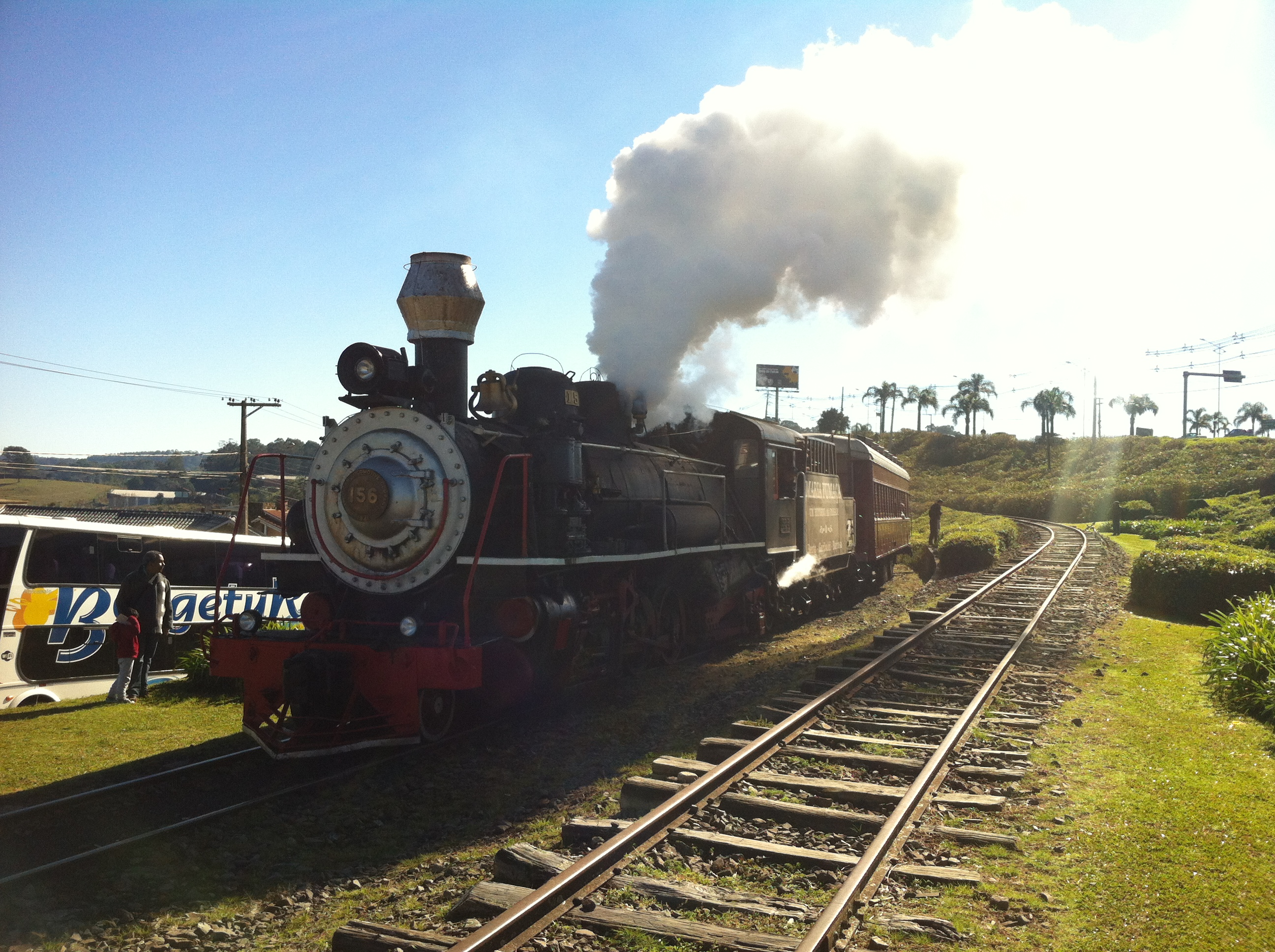
Trem do Vinho em Carlos Barbosa

O Trem do Vinho, também conhecido como Trem da Uva ou simplesmente Maria Fumaça, é uma linha ferroviária turística localizada na Serra Gaúcha, no Rio Grande do Sul. O Trem do Vinho é operado pela Giordani Turismo.
O ramal de Bento Gonçalves serviu para o tráfego de trens regulares até meados da década de 1970. Por volta de 1978, um trem turístico foi inaugurado pela RFFSA. Seu persurso iniciava em Carlos Barbosa, passava por Garibaldi, Bento Gonçalves e terminava em Jaboticaba.
Em 1993 foi retomada a operação da linha no trecho Bento Gonçalves - Garibaldi - Carlos Barbosa pela empresa Giordani Turismo, com o objetivo de operar o passeio turístico de trem a vapor, o conhecido como "Maria Fumaça". Atualmente o trecho entre Bento Gonçalves e Jaboticaba está abandonado.
O passeio de Maria Fumaça é uma grande atração na Serra Gaúcha. Os turistas são recepcionados com vinho na estação de Bento Gonçalves. São 23 quilômetros de percurso e uma hora e meia de duração. Durante o passeio, há apresentações de um coral típico italiano, com show de tarantela, teatro, repentista e também pelos gaúchos.
Em Garibaldi há uma recepção com música gaúcha e italiana, além de degustação de espumante e suco de uva. No destino final, Carlos Barbosa, também acontecem apresentações de música italiana.

## Locomotivas
São três exemplares, das poucas locomotivas a vapor espalhadas pelo Brasil, sendo que uma encontra-se exposta no pátio da estação de Bento Gonçalves e as outras duas estão em uso na linha:
| Locomotiva            | Imagem | Classificação | Situação     | Fabricante  | Nº de fabricação | Ano de fabricação | País de origem | Observações                                                                          | Ref.  |
| --------------------- | ------ | ------------- | ------------ | ----------- | ---------------- | ----------------- | -------------- | ------------------------------------------------------------------------------------ | ----- |
| ALCO Mikado nº 156-5M |        | 2-8-2         | Em uso       | ALCO        | 69448            | 1941              | Estados Unidos | Trabalhou na Estrada de Ferro Donna Thereza Christina em Tubarão, Santa Catarina     | [ 5 ] |
| Jung Mikado nº 4      |        | 2-8-2         | Em uso       | Arnold Jung | 11943            | 1954              | Alemanha       | Puxava onze vagões de minério nas minas de carvão da Companhia Siderúrgica Nacional. | [ 6 ] |
| ALCO 0-6-0 nº 6       |        | 0-6-0         | Em exposição | ALCO        | 60582            | 1919              | Estados Unidos | Pertencia à Armour & Co.                                                             | [ 7 ] |